# Pförtchenbrücke
Die Pförtchenbrücke ist eine Straßenbrücke, die in Erfurt den Flutgraben der Gera überspannt. Das seit 1981 denkmalgeschützte Bauwerk wird als schönste Erfurter Brücke bezeichnet.
Die Pförtchenbrücke wurde 1897 im Rahmen des Flutgrabenbaus mit zwei Fahrstreifen und beidseitigen Fußwegen gebaut, um das Untere Dichterviertel der Löbervorstadt zu erschließen und mit der Innenstadt zu verbinden. Der Name bezieht sich auf die Erfurter Befestigungsanlagen, die neben der Brücke einen Wehrturm, genannt der „Stumpfe Turm“, mit einem kleinen Durchgang und anschließendem Steg über den Festungsgraben hatte. Die im Volksmund Pförtchen genannte Verbindung ermöglichte es Fußgängern direkt zum Dreibrunnenfeld und zum Steigerwald zu gelangen.

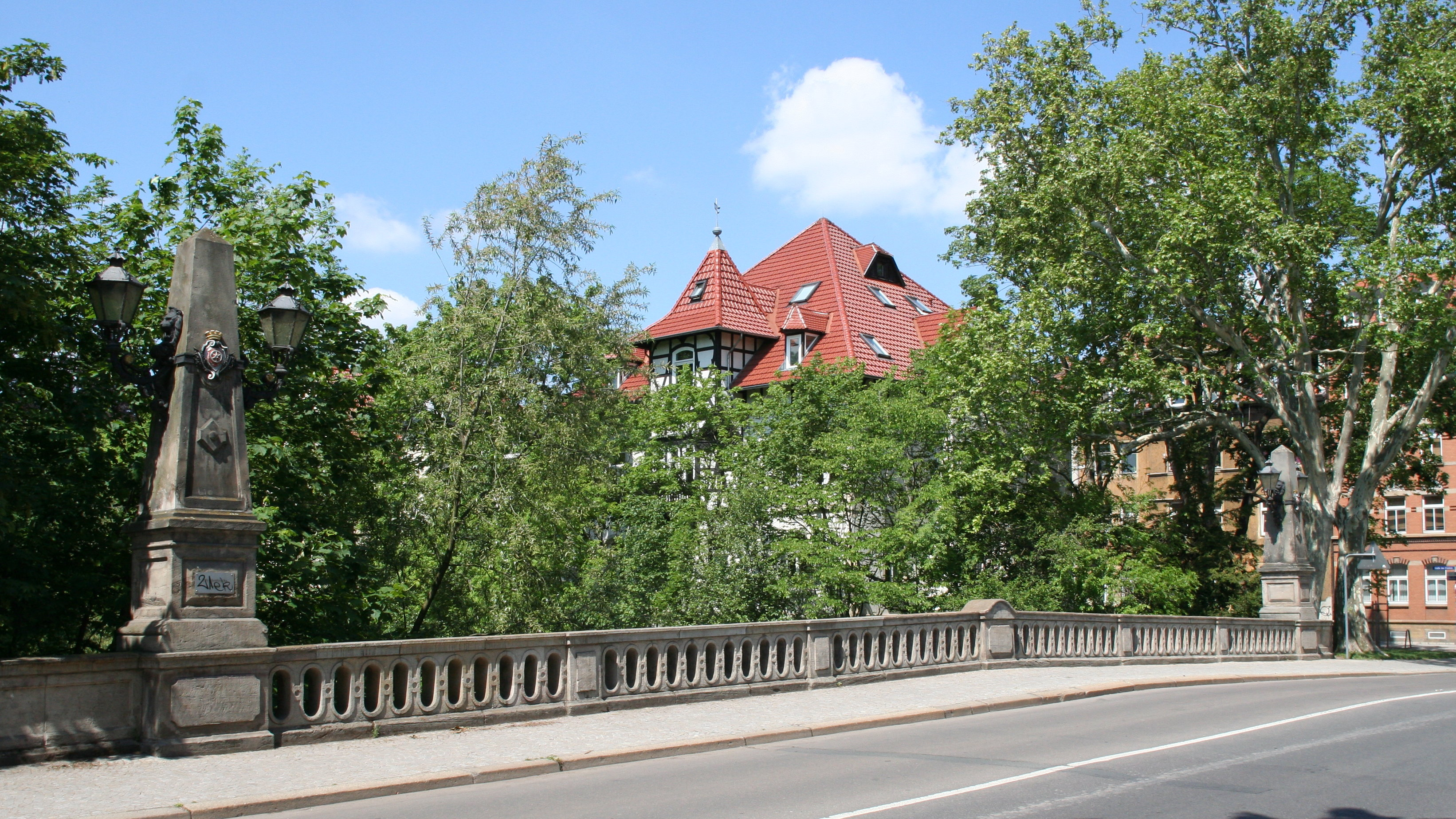
Obeliske mit Kandelabern und Brüstung

Die Bogenbrücke wurde mit einer Breite von 12,72 m zwischen den Brüstungen und 24,5 m lichter Weite errichtet. Der Bogen hat die Form eines Korbbogens bei einer Kämpferdicke von 0,9 m und einer Scheiteldicke von 0,77 m. Im eigentlichen Ziegelsteingewölbe, das sich auf Widerlager aus Beton abstützt, wurden 118.000 Ziegelsteine, davon 25.000 gelbe Hartbrandklinker, im Kreuzverband verarbeitet. Für die Verblendung der Flügelvormauerungen, Stirnmauern und Gewölbestirn wurde heller Seeberger Sandstein verwendet. Zur Verzierung wurde die Pförtchenbrücke mit vier Obelisken und mit je zwei gusseisernen Kandelabern und plastischen Schmuckelementen wie Wappen an den Stirnmauern ausgestattet. Die Brüstungen, Gesimse und Obeliske bestehen aus gräulichem Arenshäuser Sandstein.
Die Fertigstellung der Brücke erfolgte Anfang 1898. Von 1899 bis 1904 führte eine Ringlinie der Straßenbahn Erfurt über das Bauwerk. Die Bundesstraßen 4 und 7 querten bis 2006 die Pförtchenbrücke.
Im Jahr 1988 wurden die vier Brückenobelisken saniert. Zwischen 1997 und 1998 folgte eine umfangreiche Instandsetzung des Brückenbauwerks. Neben einer Rissverpressung und Vernadelung in Gewölbe und Widerlagerbereich wurden das Sichtmauerwerk der Stirn- und Flügelwände sowie die Brüstungen steinrestauratorisch instand gesetzt.